# Řád Kristiána VII.
Řád Kristiána VII. (dánsky Christian VIIs Orden), také zvaný Tessera Concordiæ (dánsky Ordenen Tessera Concordiæ), byl dánský rytířský řád, který existoval v 18. století.

## Historie

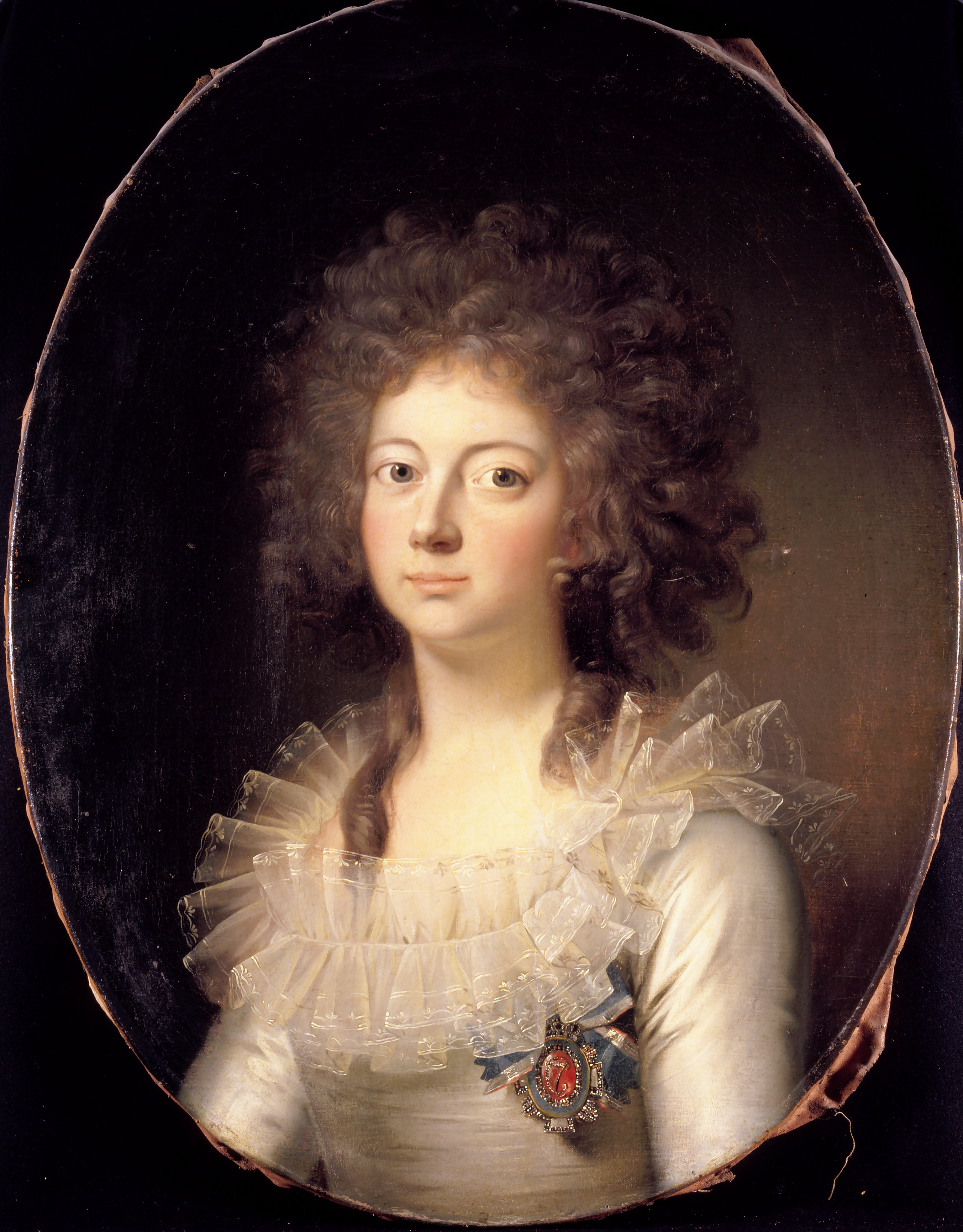
Portrét Marie Hesensko-Kasselské s Řádem Kristiána VII. na hrudi

Po vyhnání cizoložné královny Karoliny Matyldy Hannoverské dne 17. ledna 1772 potřeboval dánský královský dvůr nové vyznamenání, které by nahradilo Řád Matyldy. Dánský král Kristián VII. jej založil dne 21. října 1774. Nové vyznamenání bylo určeno výhradně mužským i ženským členům dánské královské rodiny. Muži jej nosili nalevo na hrudi, dámy pak na stuze uvázané do mašle na levém rameni.
Po smrti vdovy po dánském králi Frederiku V. Julianě Marii Brunšvické byl řád roku 1796 zrušen. 

## Pravidla udílení
Jmenování do řádu proběhlo dne 21. října 1774 v den svatby korunního prince Frederika s princeznou Žofií Frederikou Meklenbursko-Zvěřínskou. Počet lidí, kteří toto vyznamenání obdrželi je odhadován na deset.

## Insignie
Řádový odznak má oválný tvar s královským monogramem C7 (Kristián VII.) uprostřed. Monogram je položen na červeně smaltovaném pozadí. Medailon je obklopen věncem a světle modrou stuhou s nápisem GLORIA • EX AMORE • PATRIA (láska k vlasti je má čest). Odznak je převýšen dánskou královskou korunou ze stejných materiálů. Medailon je položen na bíle smaltovaném kříži s červeně lemovanými okraji, který odkazuje k Řádu Dannebrog. Mezi rameny kříže jsou shluky paprsků. Odznak byl vyroben ze zlata a zdoben drahými kameny. Na zadní straně je heslo řádu TESSERA CONCORDIÆ.
Stuha byla světle modrá a barvou odpovídala stuze Řádu slona. Při obou okrajích byly pruhy v bílé a červené barvě, odkazující na Řád Dannebrog.